# Psilochorema acheir
Psilochorema acheir là một loài Trichoptera trong họ Hydrobiosidae. Chúng phân bố ở miền Australasia.